# Adolf von Tschabuschnigg

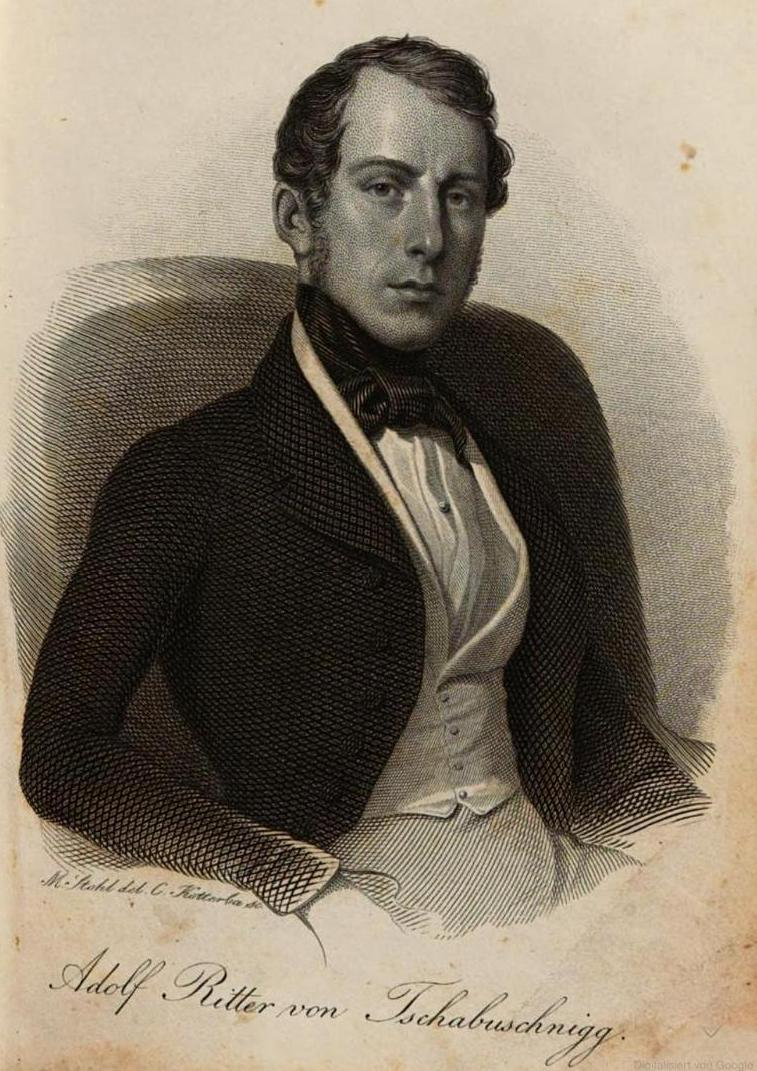
Adolf von Tschabuschnigg 1842 (aus Gedenke Mein! Taschenbuch für 1842)

Adolf Ignaz von Tschabuschnigg (* 20. Juli 1809 in Klagenfurt; † 1. November 1877 in Wien; Alternativschreibung: Tschabuschnig) war ein österreichischer Politiker, Jurist, Dichter und Schriftsteller.

## Lebenslauf

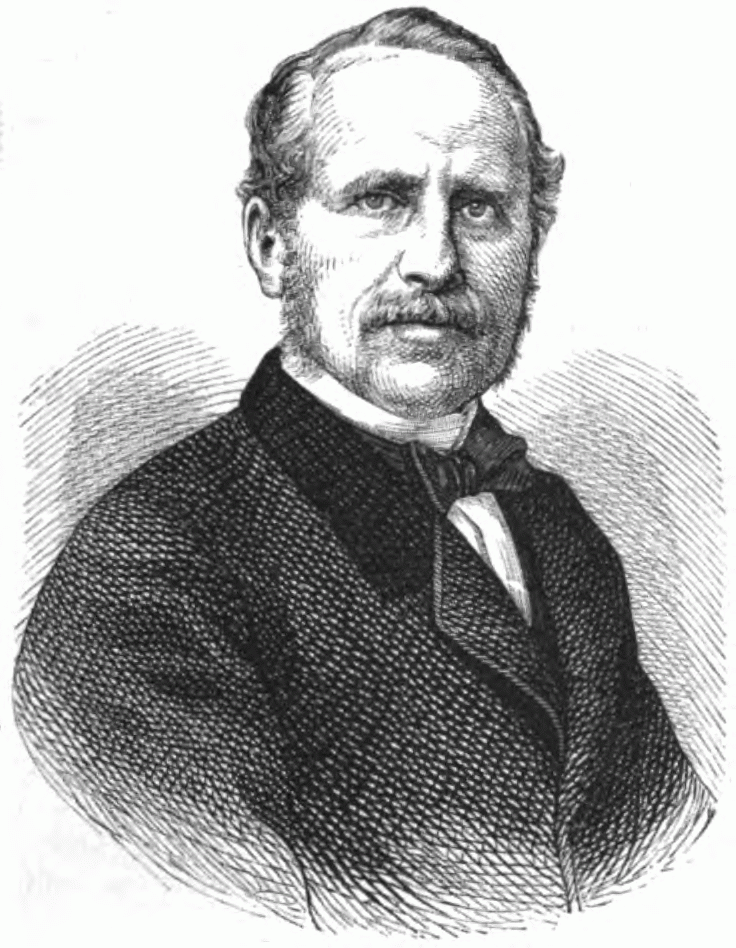
Adolf Tschabuschnigg

Seine Familie gehörte dem Adelsstand freier Reichsritter an, war jedoch verarmt. Nach der Schulzeit in Klagenfurt studierte er von 1826 bis 1830 in Wien Rechtswissenschaften. Er arbeitet zunächst u. a. in Triest, bevor er während der Revolution von 1848 zum Mitglied des Provisorischen Kärntner Landtags für die grundbesitzenden Stände gewählt wurde.
Nach der Revolution von 1848 wurde Tschabuschnigg zum gemäßigt liberalen Reformer. Er reiste 1849 nach Frankreich und Belgien, um die dortige Gerichtspraxis sowie die Gefängnisse zu studieren. Als Abgeordneter beschäftigte er sich mit dem Verfassungsentwurf, der Gemeindeordnung, den Grundablösen für die Bauern, der Reform der Stände und des Justizwesens. 1851 wurde er Oberlandesgerichtsrat und nach Graz versetzt. 1859 wurde er Hofrat beim Obersten Gerichtshof in Wien, wo er im Jahr 1861 zum Reichsrat ernannt wurde. Seine Ernennung zum Justizminister im Kabinett von Alfred Józef Potocki erfolgte im Jahr 1870.
Tschabuschnigg ging privat auf mehrere ausgedehnte Reisen. In den Jahren zwischen 1836 und 1841 bereiste er die Schweiz, Deutschland und Italien (1836: Venedig, 1841: Kampanien und Sizilien). Später folgten Reisen nach Belgien, Holland, England, in den Norden Deutschlands (1869), nach Ungarn und Polen (1871) und schließlich nach Ägypten, Kleinasien und Griechenland (1872). Den Sommer verbrachte Tschabuschnigg – der seit 1867 verwitwet war – regelmäßig in seiner Villa in Pörtschach am Wörther See. So auch 1877, nachdem er in Karlsbad zur Kur gewesen war. Der nunmehr 68-Jährige war seit langem kränklich. Als sich sein Zustand in diesem Jahr plötzlich verschlechterte, ließ er sich nach Wien bringen, wo er am 1. November 1877 verstarb.
Constantin von Wurzbach sagte über Tschabuschnigg: „Tschabuschnigg war der einzige Minister Österreichs, dessen Brust weder ein Orden seines Vaterlandes noch eines fremden Staates zierte.“

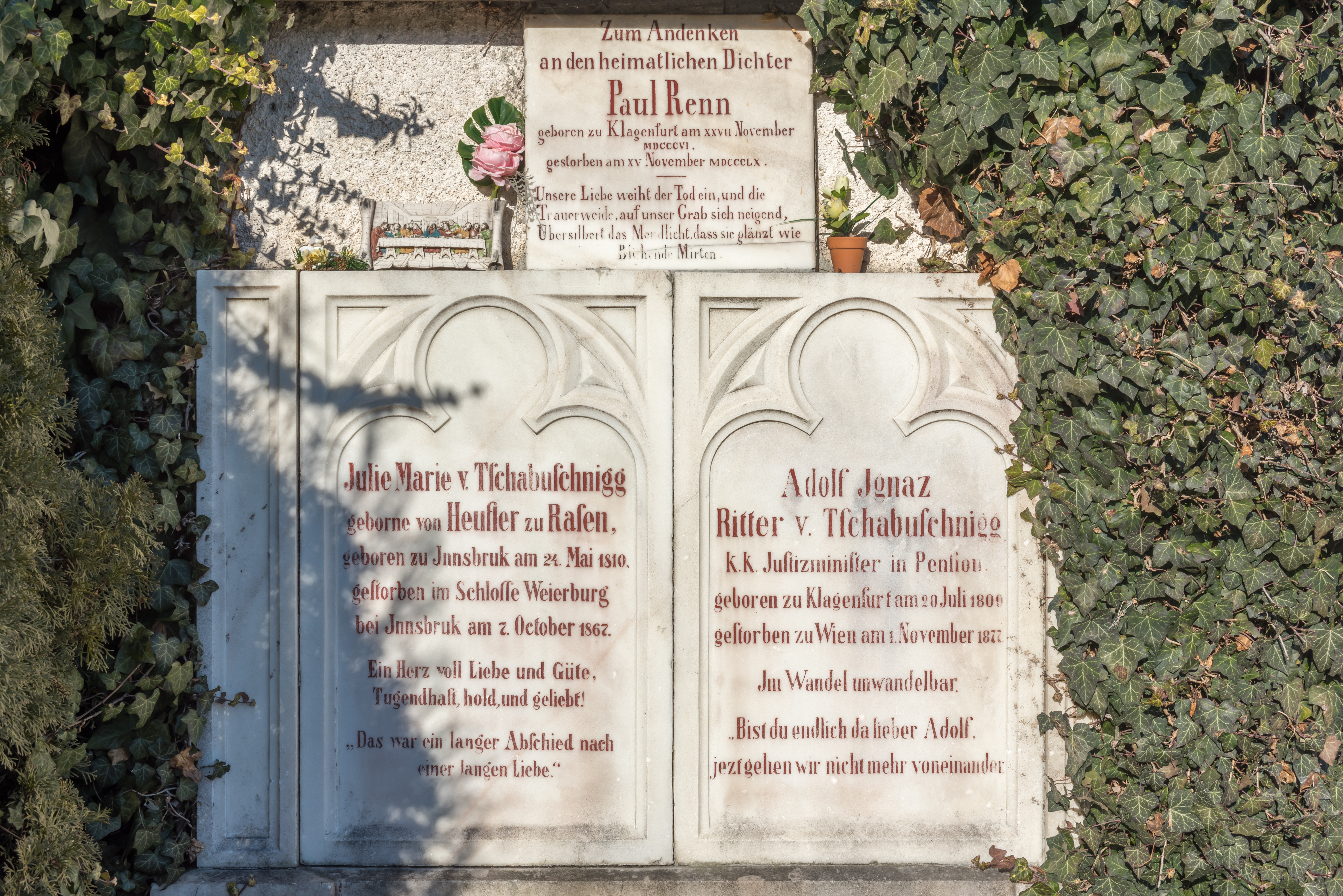
Grabstätte am Sankt Ruprechter Friedhof, Klagenfurt, Österreich

Tschabuschniggs Ruhestätte befindet sich auf dem Klagenfurter Friedhof Sankt Ruprecht.

## Ehrungen
- Gedenktafel: an seinem Geburtshaus in Klagenfurt, Lidmanskygasse 25
- Straßenbenennung: Adolf-Tschabuschnig-Straße in Klagenfurt, von der Tarviserstraße zur Beethovenstraße

## Schriftstellerei
Tschabuschnigg betätigte sich zeit seines Lebens schriftstellerisch, wobei er der großen Öffentlichkeit vor allem als Dichter bekannt wurde. Er gilt als Anhänger der jungdeutschen Dichtung. Seine bedeutendsten Prosawerke sind Die Industriellen (erschienen in zwei Bänden 1854) sowie Sünder und Toren (zwei Bände, 1875).

### Werke (jeweils in der Reihenfolge des Erscheinens)

#### Gedichte
- „Der Scheideabend“.in: Der Sammler, Nr. 38 vom 30. März 1830, S. 150 (ANNO)
- „Aline“.in: Allgemeine Theaterzeitung und Originalblatt (Wien), Nr. 51 vom 29. April 1830, S. 205. (ANNO)
- „Blumenausstellung“.in: Allgemeine Theaterzeitung und Originalblatt (Wien), Nr. 54 vom 6. Mai 1830, S. 217. (ANNO)
- „Ins Blaue“.in: Wiener Zeitschrift für Kunst, Literatur etc., Nr. 57 vom 13. Mai 1830, S. 465. (ANNO)
- „Posthornklang“.in: Wiener Zeitschrift für Kunst, Literatur etc., Nr. 114 vom 23. September 1830, S. 921–923.
- „Gedichte. 1. In der fremden Stadt. 2. In ein Gedenkbuch geschrieben. 3. Kirchweihe“. In: Gedenke mein! Taschenbuch für das Jahr MDCCCXXXIII. Friedrich Pfautsch, Wien 1833, S. 143–146
- Gedichte. Arnold, Dresden und Leipzig 1833 (Google)
- „Am Rubicon“. In: Abend-Zeitung (Dresden), Nr. 243 vom 11. Oktober 1837, S. 971 f. (SLUB Dresden)
- Gedichte. 2., vermehrte Auflage. Pfautsch, Wien 1841 (Google)
- Neue Gedichte. Pfautsch & Voß, Wien 1851 (Google)
- Aus dem Zauberwalde. Romanzenbuch. Heinrich Schindler, Berlin 1856 (Google)
- Gedichte. 4., vermehrte Auflage. Brockhaus, Leipzig 1872 (MDZ Digitalisat) (archive)
- Nach der Sonnenwende. Gedichte. Reclam, Leipzig 1877 (StaBi Berlin)

#### Prosa
- Das Haus der Grafen Owinski. Erzählung [unter dem Pseudonym A. V. T. Süd]. J.C. Hinrichsche Buchhandlung, Leipzig 1832.
- „Die Schule der Liebe. Novelle“. In: Gedenke mein! Taschenbuch für das Jahr MDCCCXXXIII. Friedrich Pfautsch, Wien 1833, S. 32–87
- Novellen. 2 Teile, C. Haas, Wien 1835
  - Teil 1 enthält: Erste Liebe – Der Hochzeittag – Der Tag in der Weinlese – Die beiden Hagestolzen – Die Christnacht (Google)
  - Teil 2 enthält: Bruderherz – Der Bücherwurm – Bürgerleben – Des Herzens Sünde – Aus den Papieren eines Irrenarztes  (Google)
- Humoristische Novellen. Pfautsch & Kompagnie, Wien 1841
  - Der Band enthält: Metamorphosen – Die Kinder der Sonne – Der sechste Akt – Die Weltverbesserer (Google)
- Ironie des Lebens. Novelle. 2 Teile, Rohrmann, Wien 1841 (MDZ Digitalisat Teil 1) (Teil 2)
- Buch der Reisen. Bilder und Studien aus Italien, der Schweiz und Deutschland. Pfautsch & Co., Wien 1841 (Google)
- „Onkel Tobias. Novelle“. In: Gedenke Mein! Taschenbuch für 1842, Pfautsch & Compagnie, Wien – Leipzig 1842, S. 1–68
- Der moderne Eulenspiegel. 2 Bände. G. Heckenast. Pest 1846 (MDZ Digitalisat Teil 1) (Teil 2)
- Die Industriellen. 2 Bände. Gebrüder Thost, Zwickau 1854 (MDZ Digitalisat Teil 1) (Teil 2)
  - Später in einer zweiten Ausgabe udT Fabrikanten und Arbeiter erschienen (s. unten)
- Grafenpfalz. 2 Bände. Adolph Büchting, Nordhausen 1862 (MDZ Digitalisat Band 1) (Band 2)
- Sünder und Thoren. Ein Roman. 2 Bände, J. Kühtmann, Bremen 1875
- Fabrikanten und Arbeiter. Schreiner, Würzburg 1876 [Überarbeitete Ausgabe von Die Industriellen.]

#### Gesammelte Werke (1876–1879)
- Band 1: Novellen. J. Kühtmann, Bremen 1876
  - enthält: Onkel Tobias – Metamorfosen – Holländische Gespenster – Der Hochzeittag (Google)
- Band 2: Novellen. J. Kühtmann, Bremen 1876
  - enthält: Das Forsthaus – Der sechste Akt – Eine Siesta – Stille Welt (Google)
- Band 3: Novellen. J. Kühtmann, Bremen 1876
  - enthält: Klara Dänhof – Die Weltverbesserer – Bauernbreughel – Bruderherz (Google)
- Band 4: Aus dem Buche der Reisen. Bilder und Studien. J. Kühtmann, Bremen 1876 (Google)
- Bände 5–6: Große Herren und kleine Leute. 2 Bände, J. Kühtmann, Bremen 1877 (ÖNB Digitalisat Band 1) (Band 2)
- Bände 7–8: Ironie des Lebens. 2 Bände. J. Kühtmann, Bremen 1879 (Google: Band 1) (Band 2)
- (posthum:) Onkel Tobias und andere Novellen. Zweite Auflage, Hinricus Fischer, Norden 1886 (Google)